# Cừu len Tân Cương

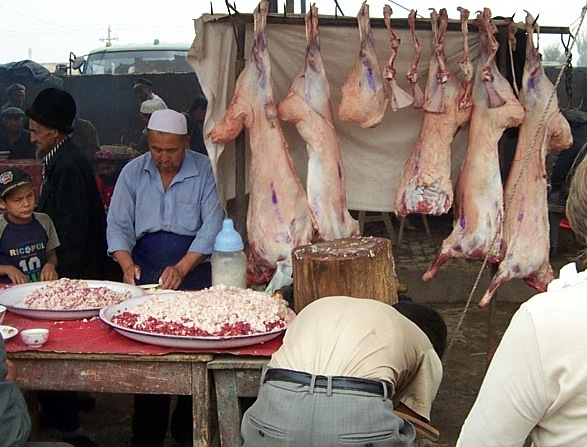
Thịt cừu đuôi béo của cừu len Tân Cương đang bày bán ở Tân Cương, Trung Quốc

Cừu len Tân Cương (Xinjiang Finewool) hay còn gọi là cừu Tân Cương, cừu địa phương Tân Cương là giống cừu nhà có nguồn gốc từ Trung Quốc, chúng đã được phát triển ở Trung Quốc từ năm 1935 bằng việc sử dụng cừu mông to Kazakhstan đực lai với cừu cái Mông Cổ với cừu Merino Novocaucasian và cừu đực Précoce. Tân Cương được biết đến với các loại hoa quả và sản phẩm khác và cừu. Cừu len Tân Cương là giống chuyên dụng để lấy lông và chúng còn làm giống nền để lai tạo ra giống cừu Cam Túc và giống cừu Duolang hay cừu Dolan hay báu vật của Tân Cương, là vật cưng của giới giàu có ở Trung Quốc.

## Đặc điểm
Cừu len Tân Cương đường kính sợi trung bình 20-25μ, sợi lông cừu nhờn trọng lượng trung bình của cừu là 5,9 kg, với sản lượng sạch từ 47-54%. Cừu Duolang người dân địa phương gọi cừu Duolang là cừu Maigaiti. Nó thuộc giống lai giữa cừu địa phương với loại cừu mông to ở Afghanistan. Ban đầu, cừu Dolan được phối giống với cừu tại Kashgar để tăng trưởng nhanh và cho nhiều thịt hơn, với khối lượng lên tới 90 kg sau 6 tháng nuôi. Cừu Duolang có đặc điểm là chiếc mũi cong, đôi tai dài cụp xuống, mềm và có hai đuôi giống hệt nhau.
Những con lông càng đen, tai càng lớn, mặt khoằm giống mỏ đại bàng thì càng được giá. Con đắt tiền toàn thân phải đen mượt, đuôi trắng. Những chú cừu nào lông càng tối màu, tai càng to, mũi càng cong và đặc biệt là nếu có một bộ lông tối màu và những chiếc đuôi sáng màu thì càng đắt giá. Chúng có khả năng miễn dịch cao với bệnh tật và thích nghi ở nhiều môi trường khác nhau. Hơn nữa, thịt rất tươi và không có mùi như thịt cừu thông thường. Con trưởng thành có thể nặng tới 150 kg.
Chúng có thói quen đi kiếm ăn theo bầy đàn, tạo thành nhóm lớn trên đồng cỏ. Trong da chúng có nhiều tuyến mồ hôi và tuyến mỡ hơn dê. Bởi thế chúng bài tiết mồ hôi nhiều hơn và các cơ quan hô hấp tham gia tích cực hơn vào quá trình điều tiết nhiệt. Mô mỡ dưới da của chúng phát triển tốt hơn dê và ngược lại ở các cơ bên trong của chúng có ít tích lũy mỡ hơn dê. Chính vì vậy, thịt chúng nhiều nạc hơn thịt dê.

## Chăn nuôi
Giống cừu này rất dễ chăm sóc. Chúng có tính bầy đàn cao nên dễ quản lý, chúng thường đi kiếm ăn theo đàn nên việc chăm sóc và quản lý rất thuận lợi. Chúng cũng là loài dễ nuôi, mau lớn, ít tốn công chăm sóc. So với chăn nuôi bò thì chúng là vật nuôi dễ tính hơn, thức ăn của chúng rất đa dạng, thức ăn của chúng là những loại không cạnh tranh với lương thực của người. Chúng là động vật có vú ăn rất nhiều cỏ.
Hầu hết chúng gặm cỏ và ăn các loại cỏ khô khác, tránh các phần thực vật có gỗ nhiều. Chúng có chế độ hoạt động ban ngày, ăn từ sáng đến tối, thỉnh thoảng dừng lại để nghỉ ngơi và nhai lại. Đồng cỏ lý tưởng cho chúng như cỏ và cây họ Đậu. Khác với thức ăn gia súc, thức ăn chính của chúng trong mùa đông là cỏ khô. Thức ăn cho cừu Duolang gồm quả chà là, hạt óc chó và một vài loại ngũ cốc khác.
Chúng là loài ăn tạp, có thể ăn được nhiều loại thức ăn bao gồm thức ăn thô xanh các loại như: rơm cỏ tươi, khô, rau, củ quả bầu bí các loại, phế phụ phẩm công nông nghiệp và các loại thức ăn tinh bổ sung như cám gạo ngũ cốc. Mỗi ngày chúng có thể ăn được một lượng thức ăn 15-20% thể trọng. Chúng cần một lượng thức ăn tính theo vật chất khô bằng 3,5% thể trọng. Với nhu cầu 65% vật chất khô từ thức ăn thô xanh (0,91 kg) và 35% vật chất khô từ thức ăn tinh (0,49 kg). Khi cho chúng ăn loại thức ăn thô xanh chứa 20% vật chất khô và thức ăn tinh chứa 90% vật chất khô.
Nguồn nước uống là nhu cầu cơ bản của chúng. Lượng nước cần cho chúng biến động theo mùa và loại và chất lượng thực phẩm mà chúng tiêu thụ. Khi chúng ăn nhiều trong các tháng đầu tiên và có mưa (kể cả sương, khi chúng ăn vào sáng sớm), chúng cần ít nước hơn. Khi chúng ăn nhiều cỏ khô thì chúng cần nhiều nước. Chúng cũng cần uống nước sạch, và có thể không uống nếu nước có tảo hoặc chất cặn. Trong một số khẩu phần ăn của chúng cũng bao gồm các khoáng chất, hoặc trộn với lượng ít.

## Chăm sóc
Sau khi cho phối giống 16-17 ngày mà không có biểu hiện động dục lại là có thể cừu đã có chửa, Căn cứ vào ngày phối giống để chuẩn bị đỡ đẻ cho cừu (thời gian mang thai của cừu 146-150 ngày) nhằm hạn chế cừu sơ sinh bị chết; Có thể bồi dưỡng thêm thức ăn tinh và rau cỏ non cho cừu có chửa nhưng tuyệt đối tránh thức ăn hôi mốc; Khi có dấu hiệu sắp đẻ (bầu vú căng, xuống sữa, sụt mông, âm hộ sưng to, dịch nhờn chảy ra, cào bới sàn…) nên nhốt ở chuồng riêng có lót ổ rơm và chăn dắt gần, tránh đồi dốc.
Thông thường cừu mẹ nằm đẻ nhưng cũng có trường hợp đứng đẻ, tốt nhất nên chuẩn bị đỡ đẻ cho cừu; Sau khi đẻ cừu mẹ tự liếm cho con. Tuy nhiên, vẫn phải lấy khăn sạch lau khô cho cừu con, nhất là ở miệng và mũi cho cừu con dễ thở. Lấy chỉ sạch buộc cuống rốn (cách rốn 4–5 cm), cắt cuống rốn cho cừu con và dùng cồn Iod để sát trùng; Giúp cừu con sơ sinh đứng dậy bú sữa đầu càng sớm càng tốt (vì trong sữa đầu có nhiều kháng thể tự nhiên); Đẻ xong cho cừu mẹ uống nước thoải mái (có pha đường 1% hoặc muối 0.5%).
Cừu con trong 10 ngày đầu sau khi đẻ cừu con bú sữa mẹ tự do; Từ 11-21 ngày tuổi cừu con bú mẹ 3 lần/ngày, nên tập cho cừu con ăn thêm thức ăn tinh và cỏ non, ngon; 80-90 ngày tuổi có thể cai sữa. Giai đoạn này phải có cỏ tươi non, ngon cho cừu con để kích thích bộ máy tiêu hóa phát triển (đặc biệt là dạ cỏ) và bù đắp lượng dinh dưỡng thiếu hụt do sữa mẹ cung cấp không đủ; Cừu sinh trưởng và phát triển nhanh, mạnh ở giai đoạn này.

## Vật cưng
Cừu Duolang hiện chỉ còn khoảng 1.000 con trên thế giới. Hiện nay trên thế giới, giống cừu này còn tồn tại khá ít, chỉ vào khoảng 1.000 con. Có lẽ đây chính là điều cơ bản đã đẩy giá loại cừu này lên cao. Giống cừu này đang trở thành vật nuôi được yêu chuộng nhất của giới siêu giàu Trung Quốc, chúng được xem là con vật đặc biệt của các "taiko" (từ chỉ những gười thích khác biệt để thể hiện đẳng cấp của mình).
Loài cừu ấy được nuôi ở khu tự trị Tân Cương được bán với giá cao. Khi mua đôi cừu Duolang với giá gần 4.000 USD, một năm sau, có người trả giá cao gấp 10 lần, bán khoảng 47.000 USD một đôi. Mỗi liều phối giống của cừu Dolan đã có giá lên tới 300.000 nhân dân tệ (tương đương 47.000 USD). Vài đại gia thì lại chỉ muốn sở hữu chú cừu này với mục đích trang trí, làm cảnh, do đó giá bị đẩy lên cao hơn. Một con cừu tại Kashgar (tây bắc Trung Quốc) đã được trả với giá 14 triệu nhân dân tệ (tương đương 2,2 triệu USD), đây là chú cừu tốt nhất trong vùng và giá có thể còn tăng hơn nữa. Năm 2009, giống cừu Dolan được bán với giá 25.000 nhân dân tệ/đôi, đến năm 2010 đã tăng lên 250.000 nhân dân tệ/đôi.

## Ẩm thực
Thịt cừu chiếm ưu thế tại hầu hết các khu vực người Hồi giáo. Ăn tiệc thịt cừu Tân Cương. Món đặc trưng của người Uyghur sử dụng từ đầu đến đuôi con cừu là Morxueke. Một bữa tiệc đãi toàn thịt cừu, mỗi phần cơ thể là một món riêng cùng với món ha-ghi (dạ dày cừu nhồi tim gan phổi trộn yến mạch) là điều không thể bỏ quên trong những gì cần thử khi tới thăm nơi đây. Hoặc đến Thượng Hải, có thể thưởng thức các món thịt cừu chế biến theo truyền thống Uyghur ở nhà hàng Xibo.